# Monte Alegre dos Campos
Monte Alegre dos Campos este un oraș în Rio Grande do Sul (RS), Brazilia.